# Festa della Mercè

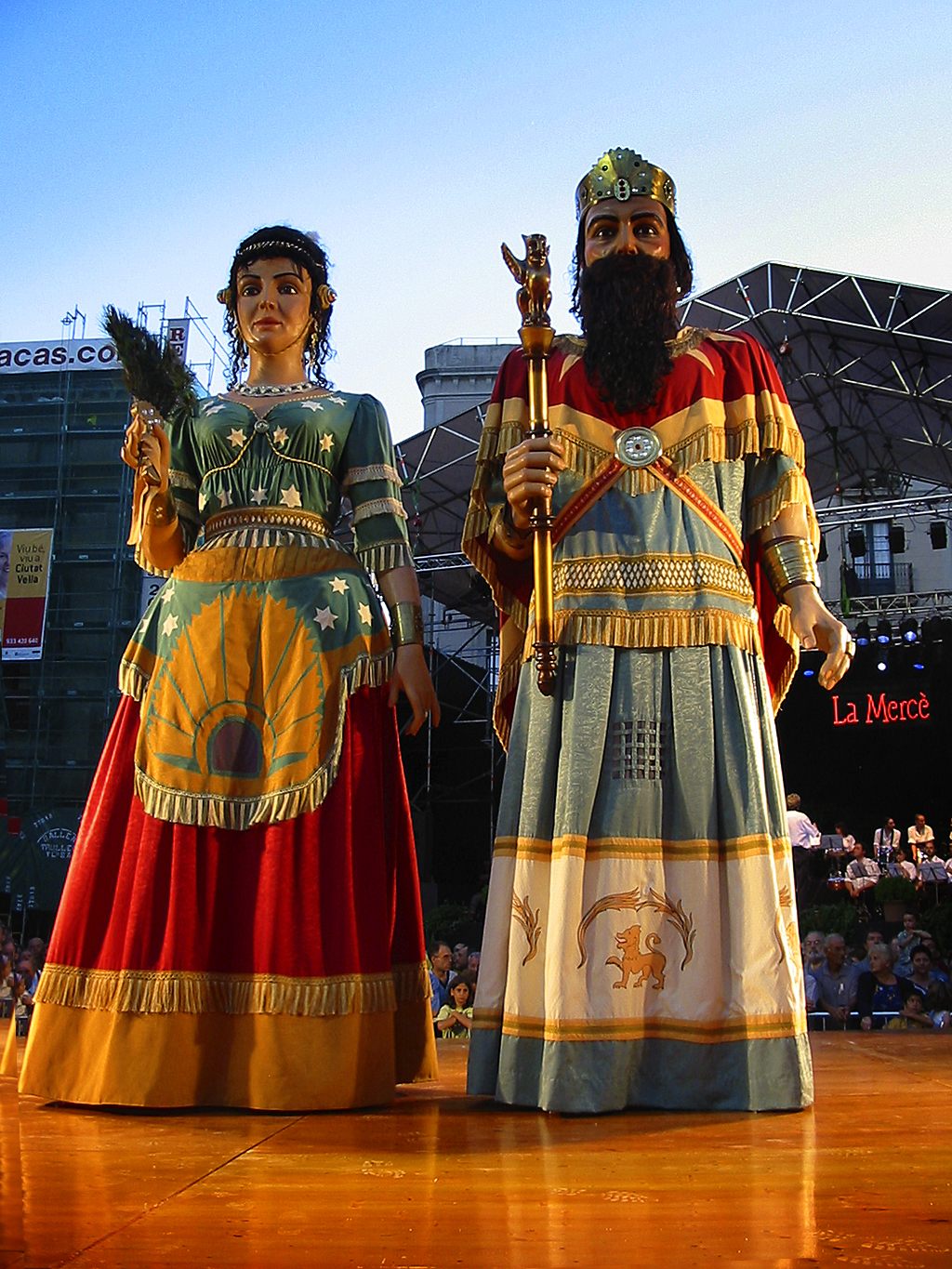
I Giganti

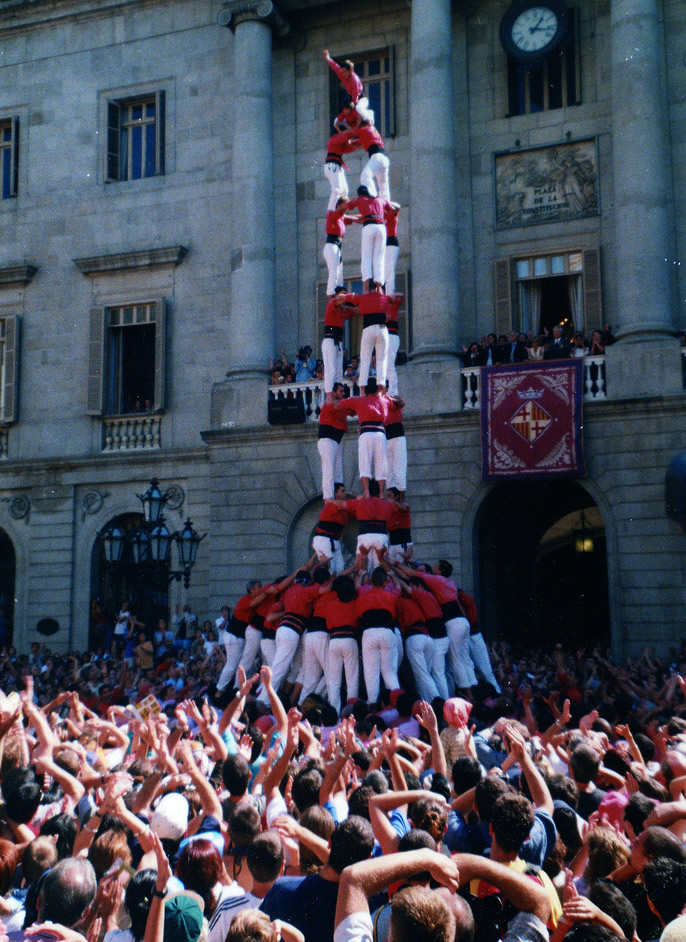
Castell

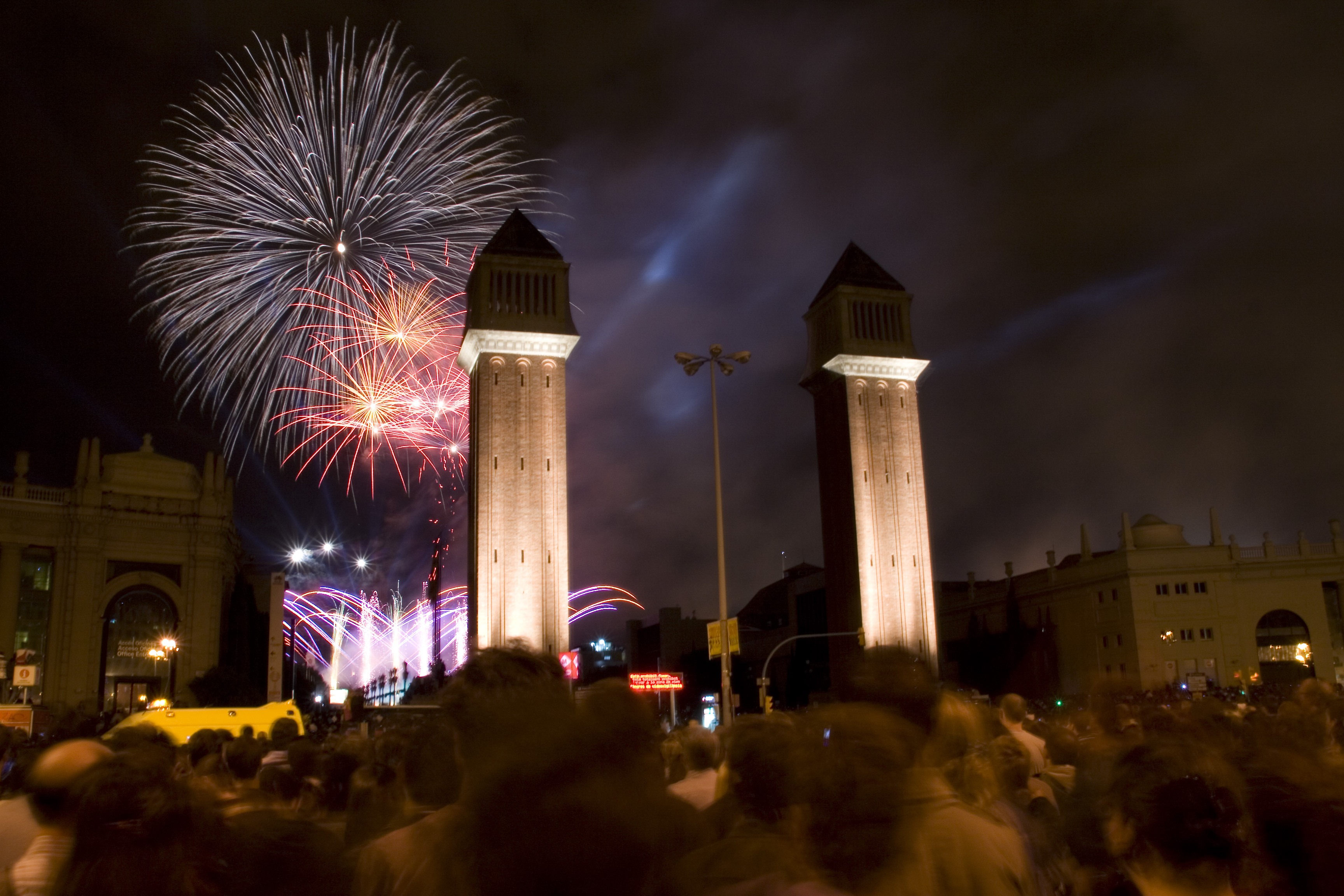
Fuochi d'artificio di chiusura in Plaça d'Espanya

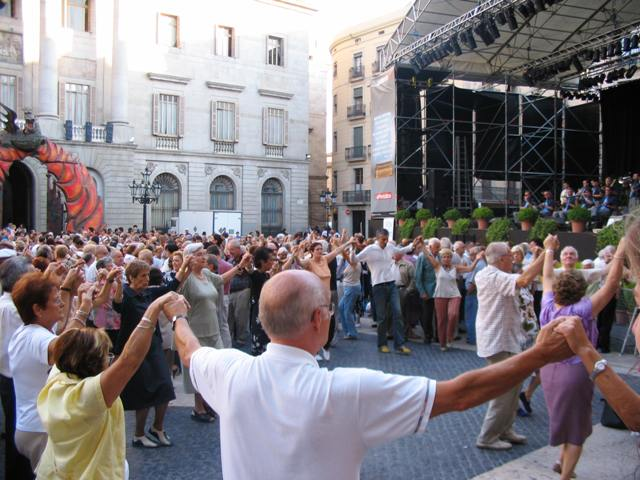
Ballo della Sardana

La festa della Mercè è la "festa maggiore" (festa principale) della città di Barcellona in Spagna, il 24 settembre di ogni anno. Si celebra sin dal 1871 anno in cui il governo della città proclamò per la prima volta i festeggiamenti in onore della Madonna della Mercede (in catalano: "Mare de Déu de la Mercè"). 
È una festa breve ma intensa, piena di attività di cultura popolare molto diverse e per tutte le età. Tra gli altri eventi, spiccano la mattina del festival principale, la cavalcata di La Mercè, il grande correfoc, la passeggiata dei giganti e dei nani, le feste dei castelleres, i balli e le danze di tutta la Catalogna, ecc.

## Ragioni
La festa rende omaggio alla santa patrona di Barcellona, a cui sono attribuiti alcuni miracoli legati alla città. Si dice che il 24 settembre 1218, la Mare de Déu de la Mercè apparve simultaneamente al re Jaime I, a San Pietro Nolasco e a San Raimondo di Peñafort e ordinò loro di istituire un ordine religioso per salvare gli ostaggi cristiani nelle terre saracene.

## Origini
Nel 1868 Barcellona iniziò a celebrare feste religiose e popolari in onore del Mare de Déu de la Mercè, intorno al 24 settembre. Tuttavia, questa celebrazione vive momenti di pienezza e declino nell'ultimo terzo del XIX secolo. Nel 1902, con un governo municipale catalano e conservatore, fu organizzato per la prima volta un grande festival, che mira a mostrare la diversità popolare del paese con varie espressioni della cultura popolare, molte delle quali erano scomparse in città: danze di bastoni, di diavoli, campioni di giganti e bestiario, castellers, sardanas, ecc.
I continui scontri tra i sostenitori di un partito religioso e conservatore e quelli che difendevano un partito secolare, con giostre folcloristiche, strade coperte, balli e spettacoli pirotecnici, fecero sì che la celebrazione si indebolisse notevolmente tra gli anni Venti e Trenta del secolo scorso. E dopo la Guerra civile spagnola adottò un'esaltazione nazionale e sociale cattolica del dittatore Franco. Negli anni sessanta alcuni campioni popolari iniziarono ad essere inclusi.
I festeggiamenti de La Mercè, come li conosciamo oggi, nascono con la democrazia, quando il Consiglio comunale di Barcellona ha deciso di trasformare totalmente il festival principale della città in una celebrazione in cui i campioni di cultura popolare e cittadinanza prenderanno la strada di modo giocoso. Questo è il motivo per cui ha affidato il compito di progettare la festa a un piccolo gruppo di attivisti culturali, che ha preso come modello le tradizionali celebrazioni dei villaggi vicini che sono rimasti, in particolare il Garraf e il Penedès. La gente del posto ha accettato con entusiasmo questo modello festivo, che si è consolidato negli ultimi trent'anni.
Parallelamente a questa manovra di recupero del partito, sono emersi in città gruppi di portatori di giganti, bestiario, bastardi, casteller, diavoli, formazioni musicali tradizionali, ecc. A poco a poco, hanno recuperato balli, rituali e figure che sono ora essenziali per la festa.

## Pregó
Il pregó è il discorso inaugurale della festa, scritto e letto da una personalità del mondo culturale di Barcellona.
Di seguito le persone che hanno fatto un pregò a partire dal 1977.
- 1977: Josep Benet, politico
- 1978: Josep Lluís Sert, architetto
- 1979: Josep Maria Llompart, poeta
- 1980: Mercè Rodoreda, scrittrice
- 1981: Josep Maria Castellet, scrittore
- 1982: Maria Aurèlia Capmany, scrittrice
- 1983: Mikel de Epalza, accademico
- 1984: Martín de Riquer, scrittore
- 1985: Lluís Carandell, giornalista
- 1986: Jack Lang, politico francese
- 1987: Eduardo Mendoza, scrittore
- 1988: José Carreras, tenore
- 1989: Núria Espert, attrice
- 1990: Jorge Semprún, scrittore
- 1991: Narcís Serra, politico
- 1992: Juan Antonio Samaranch, politico e dirigente sportivo
- 1993: Bernard Kouchner, medico e politico
- 1994: Oriol Bohigas, architetto
- 1995: Tarik Kupusovic, sindaco di Sarajevo
- 1996: Rafael Moneo, architetto
- 1997: Yehudi Menuhin, violinista e direttore d'orchestra statunitense
- 1998: Eusebio Leal Spengler, storico
- 1999: Maruja Torres, giornalista e scrittrice
- 2000: Robert Hughes, scrittore e critico australiano
- 2001: José Antonio Marina, saggista e filosofo
- 2002: Valentí Fuster, cardiologo
- 2003: Fatema Mernissi, scrittrice e sociologa femminista marocchina
- 2004: Carlos Ruiz Zafón, scrittore
- 2005: Rosa Regàs, scrittrice
- 2006: Elvira Lindo, scrittrice
- 2007: Josefina Castellví i Piulachs, oceanografa
- 2008: Jaume Sisa, cantante
- 2009: Montserrat Carulla e Vicky Peña, attrici
- 2010: Joan Margarit, poeta e architetto[4]
- 2011: Joaquim Maria Puyal, giornalista[5]
- 2012: Lluís Torner i Sabata, ricercatore
- 2013: Ferran Adrià, cuoco
- 2014: Núria Gispert, attrice
- 2015: Andreu Buenafuente, giornalista e comico
- 2016: Javier Pérez Andújar, scrittore
- 2017: Marina Garcés, filosofa
- 2018: Leticia Dolera, attrice
- 2019: Manuela Carmena, giudice e politica
- 2020: Tortell Poltrona, comico
- 2021: Custodia Moreno, infermiera e attivista
- 2022: Carla Simón, regista e sceneggiatrice.